# Porsche-Arena

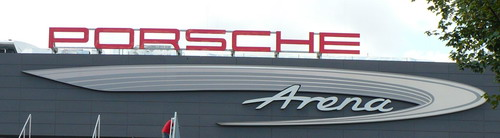
Logo.

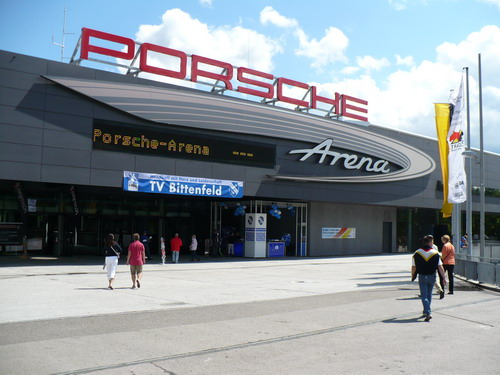
Entrada Principal.

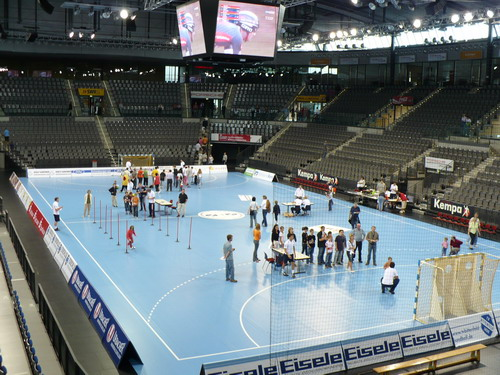
Interior.

Porsche-Arena es un pabellón multifuncional situado en Stuttgart-Bad Cannstatt en la zona del NeckarPark. El pabellón está muy cerca Hanns-Martin-Schleyer-Halle con Mercedesstrasse. Ambas arenas están conectadas mediante un vestíbulo común que las une. El operador de ambos pasillos es in.Stuttgart Veranstaltungsgesellschaft.

## El edificio y la asignación de nombre
Después de 14 meses de construcción finalizó el pabellón el 27 de mayo de 2006 con un acto ceremonial y publicitándolo con la apertura en un programa de televisión ¿entiende Vd. el placer?. El edificio tuvo un coste de 28 millones de euros, el vestíbulo común con el pasillo Schleyer costó 7,3 millones de euros.
Para ayudar a financiar los gastos de construcción, se vendieron los derechos del nombre del pabellón antes de iniciar los trabajos de construcción. Porsche adquirió los derechos para denominar el pabellón por 10 millones de euros con un término de 20 años.

## Usos
El pabellón permite acoger diversos acontecimientos deportivos como: el balonmano, el baloncesto, el voleibol, el tenis, el hockey sobre hielo, el baile de competición, los conciertos que no se realizan en el Hanns-Martin-Schleyer-Halle, el hielo muestra Holiday on Ice(Vacaciones sobre el hielo), asambleas generales de accionistas, Congresos de Partido Políticos y Empresas.
La pista del Porsche-Arena tiene una dimensión de 135 x 95 m, con una superficie de 9.400 m². Cuenta con 20 palcos situados sobre las gradas que dan cabida hasta 250 personas. La superficie del interior (con la pista de hielo sin desplegar) incluye aprox. 2.000 metros cuadrados. Según el acontecimiento tienen hasta 7500 invitados en el Porsche-Arena.
El Porsche Tennis Grand Prix que tenía hasta el 2005 como sede Filderstadt tiene lugar desde 2006 en el Porsche-Arena.
Hasta ahora ha acogido muchos partidos del TV Bittenfeld. Sin embargo, no puede albergar los partidos de casa del equipo de baloncesto EnBW Ludwigsburg, porque era difícil que los espectadores que asistían completaran todo el aforo.
No se pueden dar conciertos clásicos de alta calidad en el Porsche-Arena debido a que la acústica es inadecuada. Tales conciertos sí que se dan en, p.ej., en el centro de artes y en el Sala Musical del Congreso Central.